# Calyptrocarya montesii
Calyptrocarya montesii là một loài thực vật có hoa trong họ Cói. Loài này được Davidse & Kral mô tả khoa học đầu tiên năm 1988.